# Про (Новара)
Про је насеље у Италији у округу Новара, региону Пијемонт.
Према процени из 2011. у насељу је живело 34 становника. Насеље се налази на надморској висини од 197 м.